# عرض توزع كريات الدم الحمراء
عرض توزع كريات الدم الحمراء أو سعة توزيع كريات الدم الحمراء (بالإنجليزية: Red blood cell distribution width)‏‏(RDW أو RDW-CV أو RCDW أو RDW-SD) هو مقياس لمدى اختلاف حجم خلايا الدم الحمراء (RBC) الذي أُقر عنه أنه جزء من العد الدموي الشامل المعياري، عادة ما تكون خلايا الدم الحمراء بحجم معياري يبلغ حوالي 6-8 μm في القطر، ومع ذلك تسبب بعض الاضطرابات اختلافًا كبيرًا في حجم الخلية، تشير قيم عرض توزع كريات الدم الحمراء الأعلى إلى اختلاف أكبر في الحجم، ويُعد المجال المرجعي الطبيعي لـ RDW-CV في خلايا الدم الحمراء البشرية هو 11.5-14.5٪. في حالة ملاحظة فقر الدم غالبًا ما تُستخدم نتائج اختبار سعة توزيع كريات الدم الحمراء جنبًا إلى جنب مع نتائج الحجم الكروي الوسطي (MCV) لتحديد الأسباب المحتملة لفقر الدم، يتم استخدامه بشكل رئيسي للتمييز بين فقر الدم لأسباب مختلطة من فقر الدم لسبب واحد.
يُنتج نقص فيتامين بي 12 أو حمض الفوليك فقر الدم كبير الكريات (فقر الدم كبير الكريات) حيث ترتفع سعة توزيع كريات الدم الحمراء في حوالي ثلثي الحالات، ومع ذلك فإن التوزيع المتنوع لحجم خلايا الدم الحمراء هو السمة المميزة لفقر الدم بسبب نقص الحديد، وعلى هذا النحو تظهر زيادة سعة توزيع كريات الدم الحمراء في جميع الحالات تقريبًا، وفي حالة نقص كل من الحديد وبي 12 سيكون هناك عادة مزيج من الاثنين معًا: الخلايا الكبيرة والخلايا الصغيرة، مما يتسبب في ارتفاع سعة توزيع كريات الدم الحمراء. تُعرف سعة توزيع كريات الدم الحمراء المرتفعة (خلايا الدم الحمراء ذات الأحجام غير المتساوية) باسم تفاوت حجم الكريات الحمراء.
الارتفاع في سعة توزيع كريات الدم الحمراء ليس من خصائص جميع أنواع فقر الدم، لكن قد يظهر كل من: فقر دم الأمراض المزمنة وكثرة الكريات الحمر الكروية الوراثية والنزف وفقر الدم اللاتنسجي (فقر الدم الناتج عن عدم قدرة النخاع العظمي على إنتاج خلايا الدم الحمراء) وبعض اعتلالات الهيموغلوبين الوراثية (بما في ذلك بعض حالات الثلاسيميا الصغرى) مع سعة توزيع كريات الدم الحمراء طبيعية.

## العمليات الحسابية
يُعتقد أحيانًا أن «العرض» في RDW-CV «مضلل»، لأنه في الواقع مقياس للانحراف في حجم كرات الدم الحمراء وليس القطر مباشرة، ومع ذلك يشير «العرض» إلى عرض منحنى الحجم (عرض التوزيع، يتم تقديمه هنا كمعامل التباين أو معامل الاختلاف) وليس عرض الخلايا، وبالتالي فهو مصطلح دقيق بشكل معقول.
رياضيًا يتم حساب عرض توزع كريات الدم الحمراء بالصيغة التالية:
RDW-CV = (الانحراف المعياري للحجم الكروي الوسطي ÷ حجم الكرية الوسطي) × 100.

## الآثار المرضية

### عرض توزيع كريات الدم الحمراء الطبيعي
قد يشير فقر الدم في وجود عرض توزيع كريات الدم الحمراء بصورة طبيعية إلى الثلاسيميا، وقد يشير انخفاض مؤشر منتزر -محسوبًا من بيانات التعداد الجموي الكامل (حجم الكرية الوسطي÷كرية الدم الحمراء<13) [MCV / RBC <13]- إلى هذا الاضطراب لكن الرحلان الكهربي للهيغوغلوبين سيكون تشخيصًيا، يُظهر فقر الدم الناجم عن الأمراض المزمنة سعة توزيع كريات الدم الحمراء طبيعية.

### ارتفاع عرض توزيع كريات الدم الحمراء
قد يكون ارتفاع سعة توزيع كريات الدم الحمراء نتيجة لوجود شظيات أو مجموعات من التراص و/أو أشكال غير طبيعية لخلايا الدم الحمراء.
- عادة ما يظهر فقر الدم الناجم عن نقص الحديد مع ارتفاع سعة توزيع كريات الدم الحمراء وانخفاض حجم الكرية الوسطي.
- عادة ما يظهر فقر الدم الناجم عن نقص حمض الفوليك وفيتامين B-12 مع ارتفاع سعة توزيع كريات الدم الحمراء وارتفاع حجم الكرية الوسطي.
- عادة ما يظهر فقر الدم الناجم عن نقص مختلط (الحديد + بي12 أو حمض الفوليك) مع ارتفاع سعة توزيع كريات الدم الحمراء ومتغير حجم الكرية الوسطي.
- عادةً ما يظهر نزيف حديث مع سعة توزيع كريات الدم الحمراء مرتفعة وحجم الكرية الوسطي طبيعي.
- يمكن أن تحدث قراءة خاطئة لسعة توزيع كريات الدم الحمراء مرتفعة إذا تم استخدام الدم المضاد للتخثر إيثيلين ثنائي أمين رباعي حمض الأستيك بدلاً من الدم المخلوط.